# Villeneuve-en-Retz
Villeneuve-en-Retz è un comune francese del dipartimento della Loira Atlantica nella regione dei Paesi della Loira.
È stato creato il 1º gennaio 2016 dalla fusione dei preesistenti comuni di Bourgneuf-en-Retz e Fresnay-en-Retz.
Il capoluogo è la località di Bourgneuf-en-Retz.